# Station Audun-le-Roman
Station Audun-le-Roman is een spoorwegstation in de Franse gemeente Audun-le-Roman.

## Treinverbindingen
| Serie      | Treinsoort | Route                                           | Bijzonderheden |
| ---------- | ---------- | ----------------------------------------------- | -------------- |
| TER 833300 | TER (SNCF) | Thionville – Audun-le-Roman – Longuyon – Longwy |                |